# Salihli Belediyesi Gençlik ve Spor Kulübü 2015-2016
Questa voce raccoglie le informazioni riguardanti il Salihli Belediyesi Gençlik ve Spor Kulübü nella stagione 2015-2016.

## Organigramma societario
Area direttiva
- Presidente: Cemal Murat Erim

Area tecnica
- Allenatore: Şahin Çatma
- Secondo allenatore: Yunus Ünver
- Assistente allenatore: Bora Şensoy
- Scoutman: Gökhan Egeli

## Rosa
| N° | Nome                | Ruolo | Data di nascita  | Nazionalità sportiva |
| -- | ------------------- | ----- | ---------------- | -------------------- |
| 1  | Elif Boran          | O     | 2 ottobre 1992   | Turchia              |
| 2  | Aleyna Çevik        | S     | 2 aprile 1999    | Turchia              |
| 3  | Merve İzbilir       | L     | 1º dicembre 1997 | Turchia              |
| 4  | Elżbieta Nykiel     | S     | 6 luglio 1983    | Polonia              |
| 5  | Bojana Radulović    | P     | 3 gennaio 1984   | Serbia               |
| 6  | Aslı Köprülü        | S     | 28 marzo 1986    | Turchia              |
| 7  | Ana Bjelica         | O     | 3 aprile 1992    | Serbia               |
| 8  | Esra Sarıyıldız     | L     | 5 maggio 1990    | Turchia              |
| 9  | Serpil Ersarı       | L     | 28 febbraio 1990 | Turchia              |
| 10 | Dušanka Karić       | S     | 7 giugno 1986    | Serbia               |
| 11 | Ceren Çağlar        | C     | 29 novembre 1992 | Turchia              |
| 12 | Aslıhan Atıkır      | C     | 25 ottobre 1984  | Turchia              |
| 13 | Sabriye Gönülkırmaz | C     | 17 maggio 1994   | Turchia              |
| 14 | Merve Ateş          | L     | 25 maggio 1995   | Turchia              |
| 15 | Selin Yurtsever     | P     | 27 agosto 1996   | Turchia              |
| 16 | İkbal Albayrak      | C     | 15 ottobre 1991  | Turchia              |
| 19 | Gamze Uysal         | S     | 19 gennaio 1998  | Turchia              |
| 20 | Gaye İşler          | C     | 29 giugno 1998   | Turchia              |

## Statistiche

### Statistiche di squadra
| Competizione     | Punti | In casa | In casa | In casa | In trasferta | In trasferta | In trasferta | Totale | Totale | Totale |
| Competizione     | Punti | G       | V       | P       | G            | V            | P            | G      | V      | P      |
| ---------------- | ----- | ------- | ------- | ------- | ------------ | ------------ | ------------ | ------ | ------ | ------ |
| Voleybol 1. Ligi | 10    | 11      | 2       | 9       | 11           | 1            | 10           | 28     | 4      | 24     |
| Totale           | -     | 11      | 2       | 9       | 11           | 1            | 10           | 28     | 4      | 24     |

G = partite giocate; V = partite vinte; P = partite perse

### Statistiche dei giocatori
| Giocatore      | Campionato | Campionato | Campionato | Campionato | Campionato | Totale | Totale | Totale | Totale | Totale |
| Giocatore      | P          | PT         | AV         | MV         | BV         | P      | PT     | AV     | MV     | BV     |
| -------------- | ---------- | ---------- | ---------- | ---------- | ---------- | ------ | ------ | ------ | ------ | ------ |
| İ. Albayrak    | 22         | 140        | 87         | 40         | 13         | 22     | 140    | 87     | 40     | 13     |
| M. Ateş        | 22         | 11         | 0          | 0          | 11         | 22     | 11     | 0      | 0      | 11     |
| A. Atıkır      | 11         | 41         | 25         | 13         | 3          | 11     | 41     | 25     | 13     | 3      |
| A. Bjelica     | 26         | 328        | 128        | 30         | 30         | 26     | 328    | 128    | 30     | 30     |
| E. Boran       | 23         | 77         | 69         | 3          | 5          | 23     | 77     | 69     | 3      | 5      |
| C. Çağlar      | 15         | 43         | 25         | 12         | 6          | 15     | 43     | 25     | 12     | 6      |
| A. Çevik       | 0          | 0          | 0          | 0          | 0          | 0      | 0      | 0      | 0      | 0      |
| S. Ersarı      | 11         | 1          | 1          | 0          | 0          | 11     | 1      | 1      | 0      | 0      |
| S. Gönülkırmaz | 28         | 178        | 102        | 50         | 27         | 28     | 178    | 102    | 50     | 27     |
| G. İşler       | 0          | 0          | 0          | 0          | 0          | 0      | 0      | 0      | 0      | 0      |
| M. İzbilir     | 23         | 2          | 0          | 0          | 2          | 23     | 2      | 0      | 0      | 2      |
| D. Karić       | 10         | 102        | 92         | 4          | 6          | 10     | 102    | 92     | 4      | 6      |
| A. Köprülü     | 25         | 167        | 135        | 27         | 5          | 25     | 167    | 135    | 27     | 5      |
| E. Nykiel      | 27         | 300        | 268        | 13         | 19         | 27     | 300    | 268    | 13     | 19     |
| B. Radulović   | 24         | 51         | 16         | 12         | 23         | 24     | 51     | 16     | 12     | 23     |
| E. Sarıyıldız  | 13         | 0          | 0          | 0          | 0          | 13     | 0      | 0      | 0      | 0      |
| G. Uysal       | 0          | 0          | 0          | 0          | 0          | 0      | 0      | 0      | 0      | 0      |
| S. Yurtsever   | 19         | 15         | 3          | 5          | 7          | 19     | 15     | 3      | 5      | 7      |

P = presenze; PT = punti totali; AV = attacchi vincenti; MV = muri vincenti; BV = battute vincenti